# Ar-Rajjan (prowincja)
Ar-Rajjan (arab. الريان) – największa prowincja w emiracie Kataru, znajdująca się w zachodniej i środkowej części kraju. Stolicą prowincji jest Ar-Rajjan.